# Mohamed Trik
Mohamed Trik ou Hâj Muhammad Ben Mahmûd Trîk est le premier des dey d'Alger et a régné entre les années 1671 et 1681.

## Biographie
Né à Alger avant la fin du XVIe siècle, selon le Sir Dancour, commissaire de la Marine française, envoyé à Alger en 1680-1681, Mohammed Trîk aurait été amiral d'Alger pendant 50 ans avant de devenir le premier dey du nouveau régime en 1671. Il sera remplacé par Mezzomorto en tant qu'amiral d'Alger en 1682.
Selon le commissaire français, le père de Trîk serait un renégat hollandais.

## Dey de la Régence d'Alger
Après une période d'anarchie où El Djazaïr est gouvernée par un agha issu de la milice, les raïs reprennent les affaires politiques en mains. Face à des janissaires désorganisés ils font bloc et le taïfa des raïs imposent une révolution politique : l'un d'entre eux est nommé dey et dirigera la régence .
Son gendre Baba Hassan qui a la confiance de la milice devient son adjoint. Ensemble ils opèrent plusieurs changements, le pacha, vestige de la vassalité à Istanbul est réduit à un rôle protocolaire. Des noubadji sont chargés de surveiller le trésor de la régence éloigné des janissaires. Sur le plan diplomatique, Mohamed Trîk, vieux raïs est un ennemi déclaré de la France. Les puissances européennes essaient de profiter des troubles de la régence d'Alger : les Espagnols tentent d'occuper Tlemcen, les Français veulent régler la question du bastion de la Calle et la flotte anglaise menace Alger pour obtenir des avantages commerciaux pour ses navires. Mohamed Trik mène une politique radical et énergique, appuyé par le diwan, il repousse ces tentatives et rejette les demandes européennes.
En 1679, il doit faire face la une tentative de Ismaïl Ben Chérif d'attaquer Tlemcen. Cette campagne aboutit à un échec pour le souverain alaouite.
En 1680, il met en échec le bombardement d'Alger par Abraham Duquesne, mais accepte un échange de captif en 1681. Les captifs musulmans n'étant pas libéré coté français, Mohammed Trîk relance la course. Le conflit avec la France prend de l'ampleur et Louis XIV charge Duquesne d'une nouvelle expédition avec des moyens importants en 1682. Fragilisé par les conséquences de cette guerre et ses bombardements, Mohammed Trîk est fragilisé et cède le pouvoir à son adjoint et gendre Baba Hassen.

## Exil à Tripoli
Des documents d'Alger, on sait seulement que Trîk (transcrit aussi Trîkî) met ses biens en habous au profit des enfants de son fils Muhammed Raïs en rajab 1090/août 1679. Il quitte volontairement le pouvoir en 1681 et s'exile à Tripoli.